# Стій, або моя мама стрілятиме
Стій, або моя мама стрілятиме (англ. Stop! Or My Mom Will Shoot) — американська кінокомедія 1992 року за участю Сильвестра Сталлоне. Режисер — Роджер Споттісвуд.

## Сюжет
Життя сержанта поліції Лос-Анджелеса Джо Борновські (Сталлоне) пішло шкереберть після того, як його мати Тутті (Естель Ґетті) вирішила відвідати сина. На велику радість подружки й безпосереднього начальника Джо, лейтенанта Гвен Харпер (ДжоБет Уільямс), Тутті відразу ж упорядковує його холостяцький барліг і починає налагоджувати «господарство». Бравий сержант не в захваті від усіх цих нововведень. А отут ще, на додаток до всіх проблем, виявляється, що невгамовна Тутті є свідком убивства і вимагає, щоб син дозволив їй брати участь у розслідуванні. У підсумку Джо одержує нового напарника — власну матір, що збирається солідно потріпати злочинців.

## У ролях
| Актор               | Роль             |
| ------------------- | ---------------- |
| Сильвестр Сталлоне  | Джо Бомовські    |
| Естель Гетті        | Тутті            |
| ДжоБет Вільямс      | Гвен Гарпер      |
| Роджер Ріс          | Парнелл          |
| Мартін Ферреро      | Полі             |
| Гейлард Сартейн     | Манро            |
| Джон Веслі          | Тоні             |
| Ел Фенн             | Лу               |
| Елла Джойс          | МакКейб          |
| Дж. Кеннет Кемпбелл | Росс             |
| Ніколас Седлер      | самогубець       |
| Денніс Берклі       | Мітчелл          |
| Вінг Реймс          | містер Стерео    |
| Яна Арнольд         | дівчина Мітчелла |
| Кріс Латта          | член банди       |
| Марк Майкселл       | поліцейський     |
| Меттью Пауерс       | таксист          |
| Річард Шифф         | клерк            |
| Доріан Ґреґорі      | водій            |